# Robert Nauseb
Robert Nauseb (ur. 23 sierpnia 1974 w Otjiwarongo) – namibijski piłkarz grający na pozycji obrońcy.

## Kariera klubowa
Swoją karierę piłkarską Nauseb rozpoczął w klubie Civics FC z Windhuku. W 1994 roku zadebiutował w nim w namibijskiej Premier League. W zespole Civics grał do końca sezonu 1996/1997.
W 1997 roku Nauseb został zawodnikiem południowoafrykańskiego Kaizer Chiefs z Johannesburga. Wraz z Kaizer Chiefs zdobył Nedbank Cup (2000), MTN 8 (2001) i Telkom Knockout (1998, 2001). W Kaizer Chiefs występował do końca sezonu 2000/2001.
W sezonie 2001/2002 Nauseb grał w Hellenic FC. W 2002 roku odszedł do Ajaksu Kapsztad, w którym spędził dwa lata. W 2004 roku przeszedł do Bloemfontein Celtic, a na początku 2005 roku podpisał kontrakt z Santosem Kapsztad. Grał w nim do 2008 roku. W latach 2008–2010 był piłkarzem klubu Ikapa Sporting, w którym zakończył swoją karierę.
| Sezon   | Klub                | Kraj              | Rozgrywki      | Mecze | Bramki |
| ------- | ------------------- | ----------------- | -------------- | ----- | ------ |
| 1994/95 | Civics FC           | Namibia           | Premier League | 18    | 1      |
| 1995/96 | Civics FC           | Namibia           | Premier League | 31    | 4      |
| 1996/97 | Civics FC           | Namibia           | Premier League | 22    | 3      |
| 1997/98 | Kaizer Chiefs       | Południowa Afryka | PSL            | 3     | 0      |
| 1998/99 | Kaizer Chiefs       | Południowa Afryka | PSL            | 21    | 2      |
| 1999/00 | Kaizer Chiefs       | Południowa Afryka | PSL            | 30    | 3      |
| 2000/01 | Kaizer Chiefs       | Południowa Afryka | PSL            | 33    | 4      |
| 2001/02 | Hellenic FC         | Południowa Afryka | PSL            | 15    | 0      |
| 2002/03 | Ajax Kapsztad       | Południowa Afryka | PSL            | 27    | 2      |
| 2003/04 | Ajax Kapsztad       | Południowa Afryka | PSL            | 1     | 0      |
| 2004/05 | Bloemfontein Celtic | Południowa Afryka | PSL            | 5     | 0      |
| 2004/05 | Santos FC           | Południowa Afryka | PSL            | 10    | 0      |
| 2005/06 | Santos FC           | Południowa Afryka | PSL            | 18    | 0      |
| 2006/07 | Santos FC           | Południowa Afryka | PSL            | 15    | 0      |
| 2007/08 | Santos FC           | Południowa Afryka | PSL            | 1     | 0      |
| 2008/09 | Ikapa Sporting      | Południowa Afryka | Mvela League   | ?     | ?      |
| 2009/10 | Ikapa Sporting      | Południowa Afryka | Mvela League   | ?     | ?      |

## Kariera reprezentacyjna
W reprezentacji Namibii Nauseb zadebiutował w 1997 roku. W 1998 roku został powołany do kadry na Puchar Narodów Afryki 1998. Rozegrał na nim trzy spotkania: z Wybrzeżem Kości Słoniowej (3:4), z Angolą (3:3) i z Republiką Południowej Afryki (1:4). W meczu z Angolą strzelił gola. W kadrze narodowej grał do 2007 roku.